# 日産・R88C
日産・R88Cは、1988年全日本スポーツプロトタイプカー耐久選手権（JSPC）、およびル・マン24時間レース参戦用の日産自動車のグループCカー。

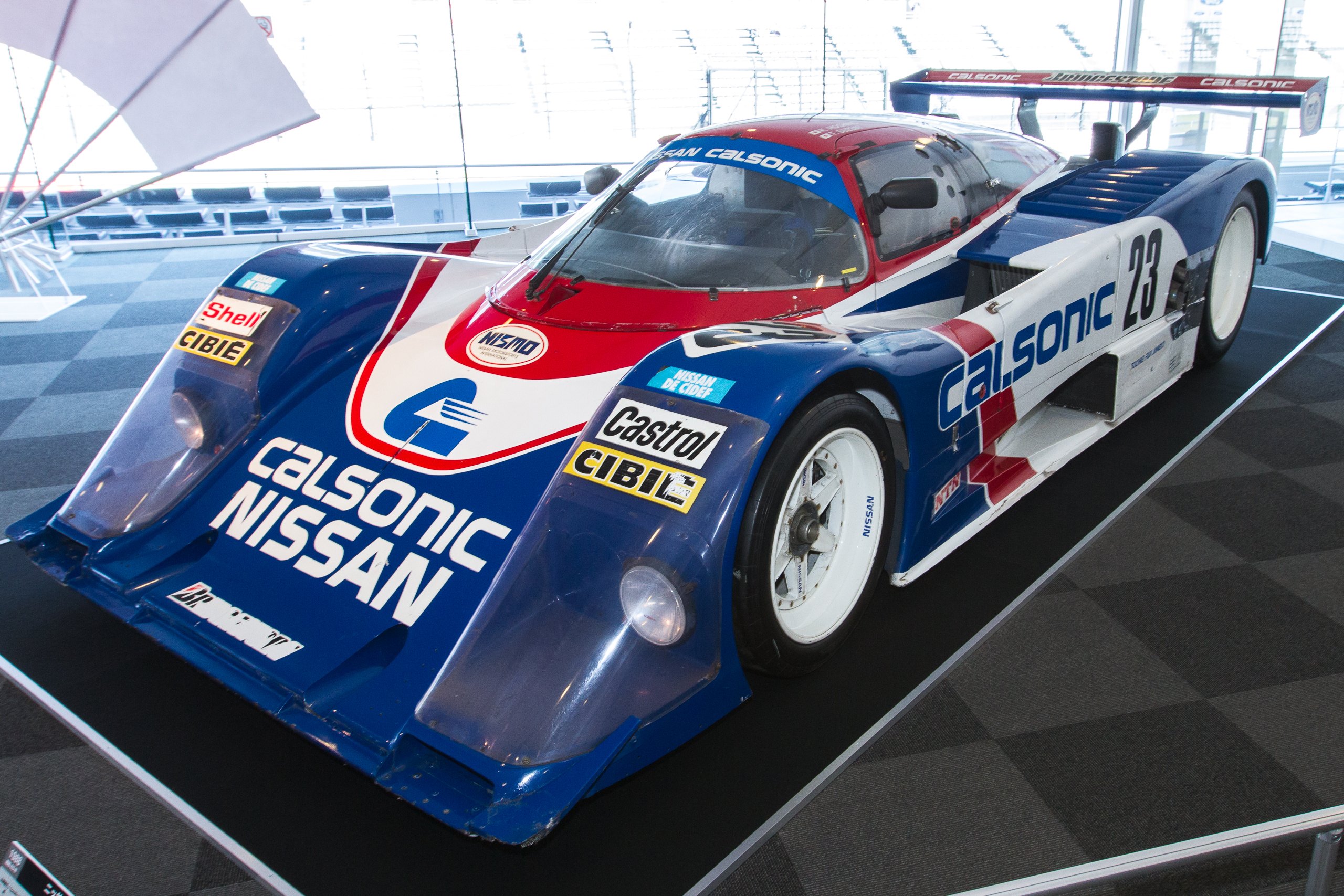
日産・R88C

## 概要
前シーズン用に日産が購入したマーチ87Gシャシーのモノコックを流用し、ホイールベースを延長、日産内製のカウルを装着して独自のものとした（但し後にフロントカウルはマーチのものに戻された）。エンジンは前年型のVEJ30を大幅に改良した3リットルV型8気筒ツインターボのVRH30を搭載。このマシンからニスモのメンテナンス、エントリーとなるフルワークス体制で臨むようになり、エントリーリストも「マーチ・日産」から「日産」と表記されるようになった。
エンジンの基本的な構造として5ベアリング、フラットプレーンのクランクシャフトはそのままだったが、ブロックは鋳造を変更した。また、冷却水通路の変更などを行ったほか、構造変更によるエンジンの強度向上やクランクケース内部における摩擦抵抗の低減も図っている。ブロック、ヘッドともにアルミニウム製で、ピストンはオイル回路を組み込んだ軽合金鍛造、ターボシステムを除いたエンジン重量は185 kg。
前年のマーチ87Gでは、ホシノインパルはブリヂストンタイヤ、ハセミモータースポーツはダンロップタイヤを装着しており、エンジンは同じでもタイヤの直径や幅に微妙な違いがあり、1台ずつエンジンの調整やトランスミッションの設定を変えなくてはならず、データの共有もできずに熟成が遅れたため、ワークスチームとして2台ともメンテナンスし、タイヤをブリヂストンに統一したと、オートスポーツ誌上で難波靖治が語っている。
デビュー戦は1988年JSPC開幕戦となる富士500km。降雪の影響で事前テストが不足し、エンジンの熟成が不充分なままレースに臨み、1台は電気系トラブルでリタイヤ、もう1台は規定燃料を使い切りリタイヤとなった。2戦目の鈴鹿500km、3戦目の富士1000kmはともに2台揃って完走。日産にとって3年目となるル・マン24時間レースは1台が14位で完走した。以後速さも加わり、富士500マイルでは予選でポールポジション獲得、決勝でも3位表彰台を獲得した。続く鈴鹿1000kmでも連続表彰台の3位。期待されたWEC-JAPANではマイナートラブルで9位完走に留まった。このレースから日産／ニスモ陣営はテレメトリーシステムを本格導入している。
R88Cはあくまでマーチ87Gの改良版であり、暫定的なマシンであったが、日産／ニスモはこのマシンにより耐久レースにおけるチームの総合力を高めていくこととなり、それは翌年のR89C以降で開花することになる。なお1989年シーズンの前半は日本国内レースでも使用され、WSPC鈴鹿で4位入賞、JSPC第2戦富士1000kmで3位に入賞している。